# Zollrecht
Das Zollrecht (auch Zollregal) war im Mittelalter das Recht, von vorbeikommenden Reisenden und Händlern einen Zoll oder eine Maut zu erheben. Meistens gewährte der oberste Landherr, zum Beispiel der Kaiser oder ein Fürstbischof, seinen Lehensleuten oder Vasallen dieses Recht. Auch eine Stadt konnte, im Rahmen des Stadtrechts, das Zollrecht erlangen. Das Zollrecht war jahrhundertelang die Haupteinnahmequelle vieler Adliger und Monarchen, die dadurch unter anderem Kriege und den Hofstaat finanzierten. Heutzutage werden sogenannte „Wirtschaftszölle“ hauptsächlich bei der Wareneinfuhr in ein Zollgebiet erhoben, die die Warenströme steuern sollen.

## Zollrecht in der EU
In der Europäischen Union gelten der Zollkodex der Union (UZK, Verordnung (EU) Nr. 952/2013) und die dazugehörigen Durchführungsrechtsakte.
Zu den „zollrechtlichen Vorschriften“ gehören:
- der Zollkodex sowie die auf Unionsebene und gegebenenfalls auf einzelstaatlicher Ebene dazu erlassenen Durchführungsvorschriften
- der Gemeinsame Zolltarif
- die Rechtsvorschriften über das gemeinschaftliche System der Zollbefreiungen
- internationale Übereinkünfte, die zollrechtliche Vorschriften enthalten, soweit sie in der Union anwendbar sind.

### Zollrecht in Deutschland
In Deutschland gilt das europäische Zollrecht. Teilweise bleibt jedoch Raum für nationale Regelungen. Diese beruhen in Deutschland überwiegend auf den Vorschriften für die Finanzverwaltung.
- Abgabenordnung (AO)
- Zollverwaltungsgesetz (ZollVG)[1]
- Zollverordnung (ZollV)[2]
- Zollfahndungsdienstgesetz (ZFdG)[3]

Durch die deutsche Zollverwaltung werden auch verschiedene Verbrauchsteuern erhoben und verwaltet. Diese sind ebenfalls in den nationalen Gesetzen verankert. Bei der Erhebung des Importzolls wird dieser ebenso unter den Vorschriften des Zollrechts eingezogen wie die Einfuhrumsatzsteuer (Mehrwertsteuer).
Das alte Zollgesetz trat mit dem Zollkodex 1992 außer Kraft.
In der Zollverwaltung finden weitere Gesetze Anwendung, die aber nicht als Zollrecht betrachtet werden können, da sie diverse andere Bereiche ebenso erfassen (z. B. Sozialgesetzbuch, Strafgesetzbuch und Zivilprozessordnung).

### Zollrecht in Österreich
In Österreich gilt das europäische Zollrecht. Teilweise bleibt jedoch Raum für nationale Regelungen. Diese sind den deutschen Vorschriften ähnlich und beinhalten unter anderem die Bundesabgabenordnung, das Zollrechts-Durchführungsgesetz, die Zollrechts-Durchführungsverordnung, sowie das Finanzstrafgesetz, welches auch Regelungen für Schmuggel oder andere Zollvergehen beinhaltet. Für die Einhebung der Verbrauchssteuern existieren eigene Gesetze, ebenso für die Einfuhrumsatzsteuer, welche im Umsatzsteuergesetz geregelt ist und großteils auf das Zollrecht verweist.

## Internationales Zollrecht
Innerhalb der WTO wurden diverse Abkommen geschlossen, die den freien Welthandel fördern, zum Beispiel durch den Abbau von Handelsbarrieren wie Zölle. Diese Verträge haben also direkten Einfluss auf das nationale, europäische und internationale Zollrecht. Wichtig sind dabei vor allem
- GATT
- GATS
- TRIPS
- International Convention on the simplification and harmonization of Customs procedures[4] (Kyoto Convention, KC) der Weltzollorganisation (WCO)

Des Weiteren gibt es wichtige Freihandelszonen, die ihr Zollrecht harmonisiert haben. Dazu gehören unter anderem:
- ASEAN
- NAFTA
- Mercosur
- SADC
- SACU (älteste Zollunion der Welt)

Für das internationale Zollrecht von Bedeutung ist ebenfalls die Gruppe der AKP-Staaten. Dabei handelt es sich um Entwicklungsländer, die von der Europäischen Union Vorteile im Zollrecht erhalten. Ähnliche Vorzugsbehandlungen finden in allen wirtschaftlich weiter entwickelten Regionen gegenüber Entwicklungsländern statt (z. B. USA, Japan).